# Lentsweletau
Lentsweletau è un villaggio del Botswana situato nel distretto di Kweneng, sottodistretto di Kweneng East. Il villaggio, secondo il censimento del 2011, conta 4.916 abitanti.

## Località
Nel territorio del villaggio sono presenti le seguenti 42 località:
- Bohutsana di 59 abitanti,
- Digwagwa di 52 abitanti,
- Dikateng,
- Dikgonnyeng di 43 abitanti,
- Dikolakolana di 54 abitanti,
- Diphale di 85 abitanti,
- Dipotongwane di 27 abitanti,
- Ditshoso di 144 abitanti,
- Galetlhokwana di 35 abitanti,
- Garanjela,
- Kgopane di 69 abitanti,
- Kgophane di 43 abitanti,
- Kgoro-ya-Mokgalo di 48 abitanti,
- Kobane/Gakale di 229 abitanti,
- Lekgalong di 61 abitanti,
- Letlapana di 32 abitanti,
- Letswatswa di 72 abitanti,
- Majatshipo di 46 abitanti,
- Manyelanong di 85 abitanti,
- Maokagane di 87 abitanti,
- Maremametse di 19 abitanti,
- Matlhapelo di 5 abitanti,
- Mediane di 85 abitanti,
- Mmadikgomo di 12 abitanti,
- Mmammoto di 78 abitanti,
- Moetlo di 29 abitanti,
- Mogobe-wa-Mosu di 27 abitanti,
- Mokgalwana di 86 abitanti,
- Mokonyelo di 191 abitanti,
- Mokotswane di 123 abitanti,
- Ngwanche di 17 abitanti,
- Powana di 57 abitanti,
- Ramankung di 193 abitanti,
- Sekhukhwane di 118 abitanti,
- Sekutle di 25 abitanti,
- Telekele di 81 abitanti,
- Thakatswane,
- Tibitswane di 76 abitanti,
- Tleke di 6 abitanti,
- Tlowe di 3 abitanti,
- Tsuje di 6 abitanti,
- Tswenetswene di 43 abitanti